# Großer Preis von Großbritannien 1954

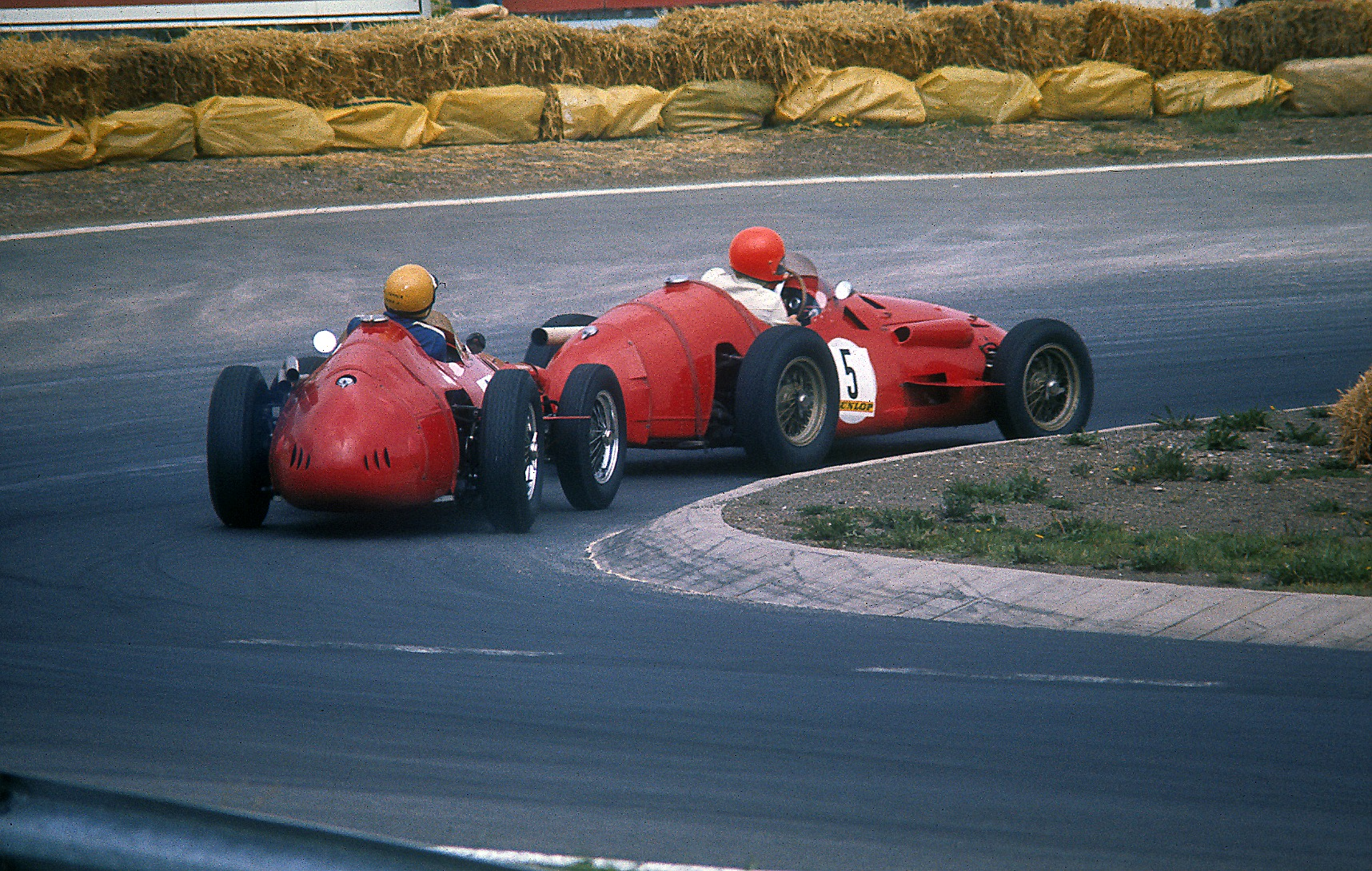
Maserati 250 F beim Oldtimer-Grand-Prix 1977 auf dem Nürburgring

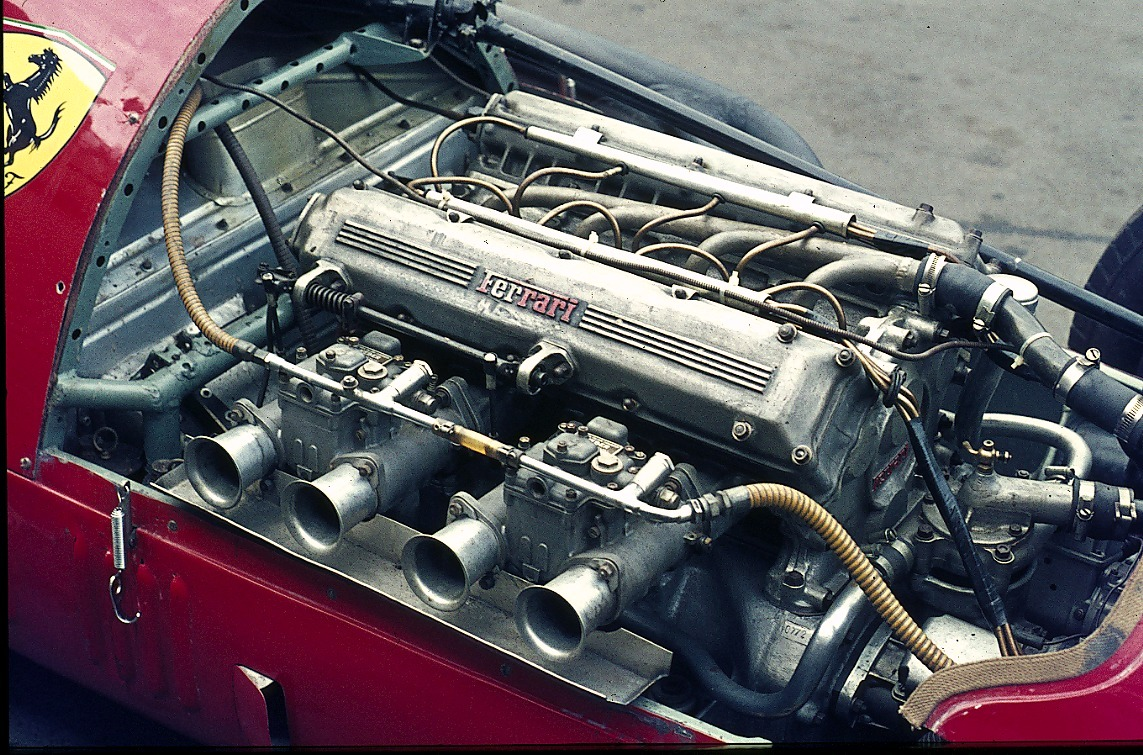
Vierzylindermotor des Ferrari 625 F1

Der Große Preis von Großbritannien 1954 (offiziell 7th RAC British Grand Prix) fand am 17. Juli auf dem Silverstone Circuit in Silverstone statt und war das fünfte Rennen der Automobil-Weltmeisterschaft 1954.

## Bericht

### Hintergrund
Nach dem Großen Preis von Frankreich führte Juan Manuel Fangio in der Fahrerwertung mit 16 Punkten vor Maurice Trintignant und mit 17 Punkten vor Bill Vukovich.
Nach dem überlegenen Mercedes-Doppelsieg beim Großen Preis von Frankreich zwei Wochen vorher, wurde auch in Großbritannien eine Fortsetzung der Dominanz von Mercedes-Benz erwartet. Der 4,8 Kilometer lange, auf einem Flugplatz abgesteckte Kurs mit acht Kurven und nur kurzen Geraden kam den Stromlinienwagen nicht entgegen. Mit Fangio und Karl Kling setzte das Team an diesem Rennwochenende lediglich zwei Wagen ein. Ferrari trat mit drei Wagen und den erfahrenen Fahrern Mike Hawthorn, Trintignant und José Froilán González an, während Maserati mit neun Wagen vertreten war.
Das britische Team Vanwall nahm mit dem britischen Fahrer Peter Collins an seinem ersten Formel-1-Grand-Prix teil. Der Wagen war jedoch noch unzuverlässig und zwang Collins, bedingt durch einen Motorschaden, das Rennen in Runde 16 aufzugeben. Vanwall stieg in den folgenden Jahren zu einem der Topteams der Formel 1 auf und wurde 1958 der erste Konstrukteursweltmeister der Geschichte.
Wie in den Vorjahren versuchten sich viele Fahrer mit ihren privaten Cooper und Connaught zu qualifizieren. Auf der offiziellen Meldeliste waren 16 Briten aufgeführt, sodass mehr als die Hälfte des Fahrerfeldes aus Großbritannien stammte, seither ein Rekord.
Die Fahrer Alan Brown, Reg Parnell und Peter Whitehead nahmen letztmals an einem Formel-1-Grand-Prix teil.
Mit Alberto Ascari (zweimal), González und Luigi Villoresi (jeweils einmal) traten drei ehemalige Sieger zu diesem Grand Prix an.

### Training
Schon im Training zeigte sich die grobe Zeitmessung an der Rennstrecke, die Rundenzeiten waren lediglich auf die Sekunde, nicht aber auf die Zehntelsekunde genau. Fangio errang erneut im Mercedes die beste Trainingszeit und belegte die Pole-Position. Neben ihm in Startreihe 1 gingen die beiden Ferrari-Fahrer Gonzalez und Hawthorn sowie der Maserati-Fahrer Stirling Moss ins Rennen. Infolge schlechter Organisation nahmen neun Wagen des offiziellen Maseratiteams (Moss fuhr einen privaten Wagen) nicht am Training teil und wurden deshalb ans Ende der Startaufstellung gesetzt.

### Rennen
Bei Rennbeginn trocknete die morgens noch mit Wasserlachen übersäte Strecke allmählich ab, bevor es nach etwa einem Drittel des Rennens wieder zu regnen begann und mit einer Mischung von Wasser und beim Training verlorenem Öl den Fahrbahnbelag gefährlich glatt machte. Unter diesen Voraussetzungen und vor allem durch die geringe Übersichtlichkeit der vollverkleideten Wagen wurde die Dominanz des Mercedes-Teams in Silverstone nicht fortgesetzt. Auf dem Hochgeschwindigkeitskurs von Reims war die Stromlinienform von Vorteil, auf dem kurvigen Silverstone Circuit jedoch war Mercedes den anderen Teams unterlegen. Fangio hatte deutliche Probleme die Kurven anzusteuern und kam während des Rennens mehrfach von der nassen Strecke ab.
Beim Start ging der Ferrari-Fahrer González in Führung und gab diese Führung bis zum Ende des Rennens nicht mehr ab. Ihm folgten Hawthorn und Moss, dann Fangio, Jean Behra auf Gordini und Onofre Marimón auf Maserati. Kling, der zweite Mercedes-Fahrer, lag auf Platz sieben. Fangio konnte anfangs noch Hawthorn und Moss überholen und sich auf Platz 2 vorkämpfen, fiel dann aber durch mehrfaches Verlassen der Strecke bis auf Platz 4 zurück. Bei drei Kollisionen mit den Streckenbegrenzungen wurde sein Wagen stark beschädigt. Moss mit seinem privaten Maserati gab das Rennen zehn Runden vor Schluss mit einem Hinterachsschaden auf. Kling auf Mercedes fiel immer weiter zurück, möglicherweise auch durch eine gesundheitliche Beeinträchtigung bedingt, kam aber dennoch als Siebter ins Ziel.
Einen spektakulären Unfall hatte Ron Flockhart. In einer Rechtskurve auf dem glatten Kurs stellte sich sein Maserati quer und überschlug sich unmittelbar vor den dicht gedrängt stehenden Zuschauern. Flockhart wurde herausgeschleudert, während sich der Wagen über ihm in der Luft drehte und etwa 15 Meter weiter mit den Rädern nach oben liegen blieb. Flockhart überstand den Unfall unverletzt.
González gewann den zweiten und letzten Grand Prix seiner Formel-1-Karriere, nachdem er 1951 ebenfalls in Silverstone den ersten Sieg für Ferrari eingefahren hatte. Den Doppelsieg für Ferrari machte Hawthorn auf Platz 2 perfekt, die Podiumsplatzierungen komplettierte Marimón. Marimón erreichte das zweite Mal in seiner Karriere nach dem Große Preis von Belgien 1953 einen Platz auf dem Podium und überraschte mit einer einzigartigen Leistung in Runde 1. Von Platz 28 startend überholte er innerhalb der ersten Runde 22 Fahrzeuge. In der Fahrerwertung führte Fangio nach dem Rennen weiterhin mit einem komfortablen Vorsprung, González schob sich auf Platz 2.
Die schnellste Rennrunde wurde mangels exakter Messmöglichkeit sieben Fahrern mit 1:50 Minuten zuerkannt.

## Meldeliste
| Team                      | Nr. | Fahrer                | Chassis                                    | Motor                | Reifen |
| ------------------------- | --- | --------------------- | ------------------------------------------ | -------------------- | ------ |
| Daimler-Benz AG           | 01  | Juan Manuel Fangio    | Mercedes-Benz W 196                        | Mercedes-Benz 2.5 L8 | C      |
| Daimler-Benz AG           | 02  | Karl Kling            | Mercedes-Benz W 196                        | Mercedes-Benz 2.5 L8 | C      |
| Harry Schell              | 03  | Harry Schell          | Maserati A6GCM                             | Maserati 2.5 L6      | P      |
| Roberto Mieres            | 04  | Roberto Mieres        | Maserati 250F/Maserati A6GCM               | Maserati 2.5 L6      | P      |
| Gilby Engineering         | 05  | Roy Salvadori         | Maserati 250F                              | Maserati 2.5 L6      | D      |
| B. Bira                   | 06  | Prinz Bira            | Maserati 250F                              | Maserati 2.5 L6      | P      |
| B. Bira                   | 06  | Ron Flockhart         | Maserati 250F                              | Maserati 2.5 L6      | P      |
| AE Moss                   | 07  | Stirling Moss         | Maserati 250F                              | Maserati 2.5 L6      | P      |
| Owen Racing Organisation  | 08  | Ken Wharton           | Maserati 250F                              | Maserati 2.5 L6      | D      |
| Scuderia Ferrari          | 09  | José Froilán González | Ferrari 625F1                              | Ferrari 2.5 L4       | P      |
| Scuderia Ferrari          | 10  | Maurice Trintignant   | Ferrari 625F1/Ferrari 555 Supersqualo      | Ferrari 2.5 L4       | P      |
| Scuderia Ferrari          | 11  | Mike Hawthorn         | Ferrari 553 Squalo/Ferrari 555 Supersqualo | Ferrari 2.5 L4       | P      |
| Scuderia Ambrosiana       | 12  | Reg Parnell           | Ferrari 500/Ferrari 625F1                  | Ferrari 2.5 L4       | A      |
| Ecurie Rosier             | 14  | Robert Manzon         | Ferrari 625F1                              | Ferrari 2.5 L4       | P      |
| Ecurie Rosier             | 15  | Louis Rosier          | Ferrari 500/Ferrari 625F1                  | Ferrari 2.5 L4       | D      |
| Equipe Gordini            | 17  | Jean Behra            | Gordini Type 16                            | Gordini 2.5 L6       | E      |
| Equipe Gordini            | 18  | Clemar Bucci          | Gordini Type 16                            | Gordini 2.5 L6       | E      |
| Equipe Gordini            | 19  | André Pilette         | Gordini Type 16                            | Gordini 2.5 L6       | E      |
| G A Vandervell            | 20  | Peter Collins         | Vanwall Special                            | Vanwall 2.3 L4       | P      |
| Peter Whitehead           | 21  | Peter Whitehead       | Cooper T24                                 | Alta 2.5 L4          | D      |
| WJ Whitehouse             | 22  | Bill Whitehouse       | Connaught Type A                           | Lea-Francis 2.0 L4   | D      |
| Leslie Marr               | 23  | Leslie Marr           | Connaught Type A                           | Lea-Francis 2.0 L4   | D      |
| Rob Walker Racing Team    | 24  | John Riseley-Prichard | Connaught Type A                           | Lea-Francis 2.0 L4   | D      |
| Sir Jeremy Boles          | 25  | Don Beauman           | Connaught Type A                           | Lea-Francis 2.0 L4   | D      |
| Ecurie Ecosse             | 26  | Leslie Thorne         | Connaught Type A                           | Lea-Francis 2.0 L4   | D      |
| Equipe Anglaise           | 27  | Alan Brown            | Cooper T23                                 | Bristol 2.0 L6       | D      |
| Goulds‘ Garage            | 28  | Horace Gould          | Cooper T23                                 | Bristol 2.0 L6       | D      |
| FR Gerard                 | 29  | Bob Gerard            | Cooper T23                                 | Bristol 2.0 L6       | D      |
| Ecurie Richmond           | 30  | Rodney Nuckey         | Cooper T23                                 | Bristol 2.0 L6       | D      |
| Ecurie Richmond           | 30  | Eric Brandon          | Cooper T23                                 | Bristol 2.0 L6       | D      |
| Officine Alfieri Maserati | 31  | Alberto Ascari        | Maserati 250F                              | Maserati 2.5 L6      | P      |
| Officine Alfieri Maserati | 32  | Luigi Villoresi       | Maserati 250F                              | Maserati 2.5 L6      | P      |
| Officine Alfieri Maserati | 33  | Onofre Marimón        | Maserati 250F                              | Maserati 2.5 L6      | P      |

## Klassifikationen

### Startaufstellung
| Pos. | Fahrer                | Konstrukteur | Zeit       | Start |
| ---- | --------------------- | ------------ | ---------- | ----- |
| 01   | Juan Manuel Fangio    | Mercedes     | 1:45,0     | 01    |
| 02   | José Froilán González | Ferrari      | 1:46,0     | 02    |
| 03   | Mike Hawthorn         | Ferrari      | 1:46,0     | 03    |
| 04   | Stirling Moss         | Maserati     | 1:47,0     | 04    |
| 05   | Jean Behra            | Gordini      | 1:48,0     | 05    |
| 06   | Karl Kling            | Mercedes     | 1:48,0     | 06    |
| 07   | Roy Salvadori         | Maserati     | 1:48,0     | 07    |
| 08   | Maurice Trintignant   | Ferrari      | 1:48,0     | 08    |
| 09   | Ken Wharton           | Maserati     | 1:49,0     | 09    |
| 10   | Prinz Bira            | Maserati     | 1:49,0     | 10    |
| 11   | Peter Collins         | Vanwall      | 1:50,0     | 11    |
| 12   | André Pilette         | Gordini      | 1:51,0     | 12    |
| 13   | Clemar Bucci          | Gordini      | 1:52,0     | 13    |
| 14   | Reg Parnell           | Ferrari      | 1:52,0     | 14    |
| 15   | Robert Manzon         | Ferrari      | 1:52,0     | 15    |
| 16   | Harry Schell          | Maserati     | 1:52,0     | 16    |
| 17   | Don Beauman           | Connaught    | 1:55,0     | 17    |
| 18   | Bob Gerard            | Cooper       | 1:55,0     | 18    |
| 19   | Bill Whitehouse       | Connaught    | 1:56,0     | 19    |
| 20   | Horace Gould          | Cooper       | 1:56,0     | 20    |
| 21   | John Riseley-Prichard | Connaught    | 1:58,0     | 21    |
| 22   | Leslie Marr           | Connaught    | 1:58,0     | 22    |
| 23   | Leslie Thorne         | Connaught    | 1:59,0     | 23    |
| 24   | Peter Whitehead       | Cooper       | 2:00,0     | 24    |
| 25   | Eric Brandon          | Cooper       | 2:05,0     | 25    |
| 26   | Alan Brown            | Cooper       | 2:12,0     | 26    |
| 27   | Luigi Villoresi       | Maserati     | keine Zeit | 27    |
| 28   | Onofre Marimon        | Maserati     | keine Zeit | 28    |
| 30   | Louis Rosier          | Ferrari      | keine Zeit | 30    |
| 31   | Alberto Ascari        | Maserati     | keine Zeit | 31    |
| 32   | Roberto Mieres        | Maserati     | keine Zeit | 32    |

### Rennen
| Pos. | Fahrer                | Konstrukteur | Runden | Stopps | Zeit        | Start | Schnellste Runde |
| ---- | --------------------- | ------------ | ------ | ------ | ----------- | ----- | ---------------- |
| 01   | José Froilán González | Ferrari      | 90     |        | 2:56:14     | 02    | 1:50,0           |
| 02   | Mike Hawthorn         | Ferrari      | 90     |        | + 1:10      | 03    | 1:50,0           |
| 03   | Onofre Marimón        | Maserati     | 89     |        | + 1 Runde   | 28    | 1:50,0           |
| 04   | Juan Manuel Fangio    | Mercedes     | 89     |        | + 1 Runde   | 01    | 1:50,0           |
| 05   | Maurice Trintignant   | Ferrari      | 87     |        | + 3 Runden  | 08    | 1:50,0           |
| 06   | Roberto Mieres        | Maserati     | 87     |        | + 3 Runden  | 32    |                  |
| 07   | Karl Kling            | Mercedes     | 87     |        | + 3 Runden  | 06    |                  |
| 08   | Ken Wharton           | Maserati     | 86     |        | + 4 Runden  | 09    |                  |
| 09   | André Pilette         | Gordini      | 86     |        | + 4 Runden  | 12    |                  |
| 10   | Bob Gerard            | Cooper       | 85     |        | + 5 Runden  | 18    |                  |
| 11   | Don Beauman           | Connaught    | 84     |        | + 6 Runden  | 17    |                  |
| 12   | Harry Schell          | Maserati     | 83     |        | + 7 Runden  | 16    |                  |
| 13   | Leslie Marr           | Connaught    | 82     |        | + 8 Runden  | 22    |                  |
| 14   | Leslie Thorne         | Connaught    | 78     |        | + 12 Runden | 23    |                  |
| 15   | Horace Gould          | Cooper       | 44     |        | + 46 Runden | 20    |                  |
| –    | Stirling Moss         | Maserati     | 80     |        | DNF         | 04    | 1:50,0           |
| –    | Bill Whitehouse       | Connaught    | 64     |        | DNF         | 19    |                  |
| –    | Jean Behra            | Gordini      | 55     |        | DNF         | 05    | 1:50,0           |
| –    | Roy Salvadori         | Maserati     | 53     |        | DNF         | 07    |                  |
| –    | Ron Flockhart         | Maserati     | 44     |        | DNF         | 10    |                  |
| –    | Prinz Bira            | Maserati     | 44     |        | DNF         | 10    |                  |
| –    | Luigi Villoresi       | Maserati     | 40     |        | DNF         | 27    |                  |
| –    | Alberto Ascari        | Maserati     | 40     |        | DNF         | 27    |                  |
| –    | John Riseley-Prichard | Connaught    | 40     |        | DNF         | 21    |                  |
| –    | Reg Parnell           | Ferrari      | 25     |        | DNF         | 14    |                  |
| –    | Alberto Ascari        | Maserati     | 21     |        | DNF         | 31    | 1:50,000         |
| –    | Clemar Bucci          | Gordini      | 18     |        | DNF         | 13    |                  |
| –    | Peter Collins         | Vanwall      | 17     |        | DNF         | 11    |                  |
| –    | Robert Manzon         | Ferrari      | 16     |        | DNF         | 15    |                  |
| –    | Louis Rosier          | Ferrari      | 3      |        | DNF         | 30    |                  |
| –    | Peter Whitehead       | Cooper       | 3      |        | DNF         | 24    |                  |
| –    | Eric Brandon          | Cooper       | 2      |        | DNF         | 25    |                  |
| DNS  | Alan Brown            | Cooper       | –      | –      | –           | 26    | –                |
| DNS  | Rodney Nuckey         | Cooper       | –      | –      | –           | 29    | –                |

## WM-Stand nach dem Rennen
Die ersten fünf bekamen 8, 6, 4, 3 bzw. 2 Punkte; einen Punkt gab es für die schnellste Runde. Da hier sieben Fahrern die schnellste Runde angerechnet wurde, erhielt jeder 1/7 eines Punktes, also 0,14. Es zählten nur die vier besten Ergebnisse aus acht Rennen.

### Fahrerwertung
| Pos. | Fahrer                  | Konstrukteur        | Punkte |
| ---- | ----------------------- | ------------------- | ------ |
| 01   | Juan Manuel Fangio      | Maserati / Mercedes | 28,14  |
| 02   | José Froilán González   | Ferrari             | 14,64  |
| 03   | Maurice Trintignant     | Ferrari             | 11     |
| 04   | Bill Vukovich           | Kurtis Kraft        | 8      |
| 05   | Mike Hawthorn           | Ferrari             | 7,64   |
| 06   | Giuseppe Farina         | Ferrari             | 6      |
| 07   | Karl Kling              | Mercedes            | 6      |
| 08   | Jimmy Bryan             | Kuzma               | 6      |
| 09   | Jack McGrath            | Kurtis Kraft        | 5      |
| 10   | Stirling Moss           | Maserati            | 4,14   |
| 11   | Onofre Marimón          | Maserati            | 4,14   |
| 12   | Robert Manzon           | Ferrari             | 4      |
| 13   | Prinz Bira              | Maserati            | 3      |
| 14   | Élie Bayol              | Gordini             | 2      |
| 15   | André Pilette           | Gordini             | 2      |
| 16   | Mike Nazaruk            | Kurtis Kraft        | 2      |
| 17   | Luigi Villoresi         | Maserati            | 2      |
| 18   | Troy Ruttman            | Kurtis Kraft        | 1,5    |
| 19   | Duane Carter            | Kurtis Kraft        | 1,5    |
| 20   | Hans Herrmann           | Mercedes            | 1      |
| 21   | Jean Behra              | Gordini             | 0,14   |
| 22   | Alberto Ascari          | Maserati            | 0,14   |
| 23   | Sergio Mantovani        | Maserati            | 0      |
| 24   | Roberto Mieres          | Maserati            | 0      |
| 25   | Emmanuel de Graffenried | Maserati            | 0      |

| Pos. | Fahrer                | Konstrukteur | Punkte |
| ---- | --------------------- | ------------ | ------ |
| 26   | Umberto Maglioli      | Ferrari      | 0      |
| 27   | Ken Wharton           | Maserati     | 0      |
| 28   | Bob Gerard            | Cooper       | 0      |
| 29   | Don Beauman           | Connaught    | 0      |
| 30   | Harry Schell          | Maserati     | 0      |
| 31   | Leslie Marr           | Connaught    | 0      |
| 32   | Leslie Thorne         | Connaught    | 0      |
| 33   | Horace Gould          | Cooper       | 0      |
| –    | Roger Loyer           | Gordini      | 0      |
| –    | Jorge Daponte         | Maserati     | 0      |
| –    | Louis Rosier          | Ferrari      | 0      |
| –    | Paul Frère            | Gordini      | 0      |
| –    | Jacques Swaters       | Ferrari      | 0      |
| –    | Roy Salvadori         | Maserati     | 0      |
| –    | Lance Macklin         | HWM          | 0      |
| –    | Georges Berger        | Gordini      | 0      |
| –    | Jacques Pollet        | Gordini      | 0      |
| –    | Bill Whitehouse       | Connaught    | 0      |
| –    | Ron Flockhart         | Maserati     | 0      |
| –    | John Riseley-Prichard | Connaught    | 0      |
| –    | Reg Parnell           | Ferrari      | 0      |
| –    | Clemar Bucci          | Gordini      | 0      |
| –    | Peter Collins         | Vanwall      | 0      |
| –    | Peter Whitehead       | Cooper       | 0      |
| –    | Eric Brandon          | Cooper       | 0      |